# Armoriale delle famiglie italiane (Coa-Col)
Questo è l'armoriale delle famiglie italiane il cui cognome inizia con le lettere che vanno da Coa a Col.

## Armi

### Coa
| Stemma | Casato e blasonatura |
| ------ | --- |
|        | Coardi d'azzurro a tre code di cavallo, d'oro, 2, 1 (citato in (4) – Vol. II pag. 484) alias D'azzurro, a tre code di cavallo d'oro, una accanto all'altra (citato in (15)) |
|        | Coardi (Torino) Titoli: marchesi di Bagnasco, Volpiano, Châtellargent; conti di Balangero, Mathi e Cassina delle Cafasse, Montegrosso, Quarto, S. Giorgio, Valperga e Castellata con Cuorgnè, Salassa, Pertusio, Prascorsano, Sale di Carnischio, Pratiglione, S. Colombano e S. Ponzio, retrofeudo di Salto e Priacco; baroni di Carpenetto, Châtellargent, Quart; signori di Bossolasco, Castino, Corio, Mombasiglio, Murialdo, Rivalba, Paroldo; consignori di Ceva, Niella, Rivarotta - Nome d'uso: Coardi di Bagnasco (per il primogenito),Coardi di Carpeneto (per gli ultrageniti) troncato: al 1º di rosso al cavallo d'argento, allegro, ritto e rivoltato (per la concessione di Westfalia); al 2º di Coardi, che è di azzurro a tre code di cavallo, d'oro, 2, 1 Sostegni: due cavalli d'argento, ritti e affrontati Cimiero: il cavallo d'argento, nascente Motto: Animosa virtus (citato in (4) – Vol. II pag. 484) alias Troncato, al 1° di rosso, al cavallo d'argento allegro, ritto e rivoltato (per la concessione di Westfalia); al 2° di Coardi. che è d'azzurro, a tre code di cavallo d'oro, una accanto all'altra (citato in (15)) |
|        | Coatto (Torino ?) D'azzurro, al covone d'oro, legato di verde, sormontato da una colomba d'argento, e accostato da quattro stelle (due per parte?), d'oro Motto: Virtute et pace (citato in (15)) |

### Cob
| Stemma | Casato e blasonatura |
| ------ | --- |
|        | Cobelli (Rovereto) Titolo: Nobile del S. R. I. col predicato di Freudenberg troncato: a) partito: nel 1º di oro alla mezza aquila di nero uscente dalla partizione, linguata dello stesso; nel 2º di rosso alla penna d'argento ed alla palma di verde cucita, poste in decusse;b) d'azzurro a tre bande d'argento Cimiero: una testa di moretto con collare d'argento ed orecchini di perle, posta fra due proboscidi, quella a destra troncata d'oro e di nero, quella a sinistra di rosso e d'argento (citato in (4) – Vol. II pag. 485) |

### Coc
| Stemma | Casato e blasonatura |
| ------ | --- |
|        | Cocarello (Genova) Gallo (citato in DAlena) |
|        | Cocastelli (Mantova) Titolo: marchesi di Montiglio (1687); signori di Castelvecchio, Piazzo, Sanfront; consignori di Casasco, Cortanze, Lavriano, Moransengo, Piovà, Rinco, S. Sebastiano D'argento, al capo d'azzurro alias Troncato d'argento e d'azzurro, allo scudetto d'argento, carico di una croce di rosso, accantonata nel 1º cantone dal busto di Virgilio alias D'azzurro, allo scudetto d'argento, con il capo d'azzurro, bordato d'oro (citato in (15)) |
|        | Cocastelli (Milano) scudetto di argento alla croce di rosso accantonata dal busto di Virgilio in maestà nel cantone superiore sinistro al naturale su troncato di argento e di azzurro (citato in LEOM) |
|        | Cocastelli (Milano) scudetto di argento pieno - capo di azzurro pieno - cinta di oro - tutto su azzurro (citato in LEOM) |
|        | Coccanari (Tivoli, Roma) d'azzurro al destrocherio di carnagione vestito di rosso uscente dal fianco sinistro e tenente una bilancia d'oro (citato in (4) – Vol. II pag. 486) |
|        | Coccani (Cesena) (la blasonatura non è stata ancora caricata) (citato in BLCW) Immagine in Blasone Cesenate. |
|        | Coccapani (Carpi) d'argento alla fascia di verde, al montone al naturale, ritto, movente dalla punta dello scudo ed attraversante; col capo d'oro, caricato dall'aquila di nero, coronata del campo e sostenuto da una fascia di rosso (citato in (4) – Vol. II pag. 486) |
|        | Coccapani (Firenze) Fasciato di sei pezzi d'argento e di rosso, al montone saliente attraversante di ner (citato in (13)) |
|        | Coccapani Imperiali e Coccapani Imperiale inquartato: nel 1ºe 4º d'argento alla fascia di verde, al montone al naturale, ritto, movente dalla punta ed attraversante, col capo d'oro, caricato di un'aquila di nero, coronata del campo, e sostenuto da una fascia di rosso (Coccapani);nel 2º e 3º interzato in palo: a) di nero a tre bande doppiomerlate d'argento; b) d'argento al palo d'oro, cucito, caricato di un'aquila di nero, coronata del campo; c) d'oro a tre fasce di rosso (Imperiali). Lo scudo accollato all'aquila imperiale impugnante colla branca destra una spada, al naturale, e colla sinistra uno scettro d'oro (citato in (4) – Vol. II pag. 487)                                                              |
|        | Coccarelli o Cocarelli o Cocarella (Vercellese) Titolo: consignori di Castellazzo, Fornello, Serralunga Fasciato d'azzurro e d'oro, con il capo d'oro, carico di un'aquila di nero alias D'azzurro, a quattro fasce d'oro, con il capo d'oro, carico di un'aquila di nero (citato in (15)) |
|        | Coccetta (Montefalco) (di rosso, al cervo saliente al naturale) (citato in Degli Abbati) |
|        | Cocchi (Firenze, Fivizzano) troncato semipartito: nel 1º d'azzurro a tre stelle di sei raggi d'oro ordinate in fascia; nel 2º d'azzurro alla cerva d'argento uscente dalla destra; nel 3º d'azzurro al pino d'Italia al naturale accostato da due leoni affrontati di oro: alla fascia in divisa di rosso sulla troncatura (citato in (4) – Vol. II pag. 487) |
|        | Cocchi (Empoli) Losangato di una fila e mezza di... e di..., alla campagna di... e al capo di... sostenuto da una divisa di... e caricato dell'aquila dal volo spiegato di... (citato in (13)) |
|        | Cocchi (Firenze) D'oro, al rincontro di bue di rosso, sormontato da un giglio di... (citato in (13)) |
|        | Cocchi (Firenze) D'oro, al rincontro di bue d'argento sormontato da un giglio dello stesso (citato in (13)) |
|        | Cocchi (Pontremoli) Partito: nel 1º d'azzurro, al cervo corrente rivolto d'argento, uscente dal fianco destro dello scudo; nel 2º d'azzurro, all'albero sradicato al naturale, sostenuto da due leoni d'oro; il tutto abbassato sotto il capo d'azzurro, caricato di tre stelle a sei punte d'oro e sostenuto da una divisa di rosso alias Partito: nel 1º d'azzurro, all'albero al naturale, nodrito sul terreno dello stesso e sostenuto da due leoni d'oro e al capo d'azzurro, caricato di una stella a cinque punte d'oro; nel 2º d'azzurro, al cervo d'argento, fermo sul terreno al naturale e al capo d'azzurro caricato di una stella a cinque punte d'oro (citato in (13))                                                       |
|        | Cocchi Compagni (Firenze) D'azzurro, al leone d'oro, armato e lampassato di rosso (citato in (13)) (DE) In Blau 1 rotbewehrter und rotgezungter goldener Löwe (citato in (28)) |
|        | Cocchi del Lion Nero (Firenze) D'azzurro, al rincontro di bue d'argento, sormontato da un giglio d'oro (citato in (13)) |
|        | Cocchi Donati (Firenze) Partito cuneato d'oro e di nero, alla banda attraversante di rosso; con il capo dell'Impero d'Oriente (citato in (13)) |
|        | Cocchi Donati (Toscana) (DE) Unter 1 Schildhaupt, darin 1 schwarzer Doppeladler überhöht von 2 Kronen (Capo dell'Impero), silber-schwarz spitzenförmig gespalten und überdeckt von 1 silbernen Schrägbalken (citato in (28)) |
|        | Cocchi Donati (Toscana) (DE) Schwarz-silber spitzenförmig schräggeteilt und überdeckt von 1 roten Schrägbalken (citato in (28)) |
|        | Cocchi de Santis (Veroli, Roma) d'azzurro al gallo al naturale sopra un monte di tre cime di verde accompagnato i capo da una stella d'oro (citato in (4) – Vol. II pag. 488) |
|        | Cocchiel (Amelia) 3 gigli di azzurro su oro posti 2,1 - leone rampante di nero su rosso (citato in LEOM) |
|        | Cocchiglia o Cocchighia o Conchiglia (Sicilia) inquartato: nel 1° e 4° d'azzurro, a due conchiglie d'oro, ordinate in fascia; nel 2° e 3° di rosso, alla colomba posata d'argento, tenente nel becco un ramo d'olivo di verde (citato in Mango) alias inquartato, nel 1° e 4° d'azzurro, con due conchiglie d'oro ordinate in fascia; nel 2° e 3° di rosso, con due uccelli d'argento aventi un ramoscello d'ulivo verde in bocca passanti l'uno sull'altro (citato in (26)) alias (di verde, inquartato da un filetto di nero, nel 1º e 4º alla conchiglia d'argento, nel 2º e 3º alla colomba posata su un ramo d'olivo dello stesso, tenente in bocca lo stesso ramo) (citato in Mango) Notizie storiche in Famiglie nobili di Sicilia. |
|        | Cocchini (Firenze) D'azzurro, al monte di sei cime d'oro, sormontato da un crescente montante d'argento e accompagnato in capo da tre stelle a otto punte d'oro, 1.2 (citato in (13)) |
|        | Cocchini (Firenze) Troncato: nel 1º d'oro, all'aquila dal volo abbassato di nero, coronata del campo; nel 2º scaccato di nero e d'argento (citato in (13)) |
|        | Coccia o Coccio (Sicilia) d'oro, alla banda cucita d'argento, caricata da una rosa bianca al naturale, accompagnata nella punta dal crescente montante del secondo (citato in Mango) |
|        | Coccia (Tropea) D'oro alla banda cucita d'argento accompagnata in punta da un crescente montante dello stesso. Alla rosa al naturale gambuta e fogliata di verde attraversante sul tutto (citato in BLCL) |
|        | Coccia (Tropea) di oro alla banda cucita di argento caricata da una rosa al naturale accompagnata in basso dalla luna un crescente montante del secondo (citato in BLCL) Immagine in Tropea Magazine. |
|        | Coccia (Tropea) (LA) (la blasonatura non è stata ancora caricata) (citato in BLCL) Notizie storiche in Tropea Magazine. |
|        | Cocco (Molise) (la blasonatura non è stata ancora caricata) (citato in DAlena) |
|        | Cocco (Venezia) (FR) Bandé d'azur et d'argent, au chef d'or. (citato in JB Rietstap (archiviato dall'url originale il 17 giugno 2016).) |
|        | Coccoli (Firenze) Di..., all'albero di lauro di... fruttifero di..., nodrito sul terreno al naturale, e accompagnato ai lati da due rose di... (citato in (13)) |
|        | Coccolini (Pisa) D'oro, al palo cucito d'argento, accostato da due gigli di rosso (citato in (13)) |
|        | Cocconato (Montiglio) Titolo: conti di Cocconato; signori di Bagnasco, Cocconito, Pino, Radicata, Vergnano; consignori di Albugnano, Madonna di Loreto, Montaldo, Montiglio, Murisengo, Ponderano, Vezzolano Di nero, all'aquila coronata, d'oro alias D'oro, all'aquila di nero (citato in (15)) |
|        | Cocconi (Montepulciano, Firenze) Di verde, al montone saliente d'argento (citato in (13)) ariete al naturale rampante su verde (citato in LEOM) (DE) In Grün 1 silberner Widder (citato in (28)) |
|        | Cocconi (Toscana) (DE) In Blau 1 silberner Widder mit goldenen Hörnern (citato in (28)) |
|        | Cocconi Benincasa (Montepulciano, Orvieto) ariete al naturale rampante su verde - fascia scorciata doppiomerlata di 3 pezzi di oro su argento (citato in LEOM) |
|        | Cocconito (Cossombrato) Titolo: marchesi di Montiglio; signori di Baldesco, Cocconito; consignori di Arignano, Cossombrato, Marentino, Moransengo, La Piè di Lirano, Rinco, Scandeluzza D'argento, al capo d'azzurro (citato in (15)) |
|        | Cochil da Seraval (Serravalle Scrivia) D'argento, al grifo di rosso, brandente con l'artiglio destro una spada alta in palo, al naturale (citato in (15)) |
|        | Cocito (Torino) Titolo: conti di Pietraporzio e Pombernardo troncato di azzurro alla stella d'oro, e d'oro Cimiero: leone d'oro, linguato di rosso, nascente (citato in (4) – Vol. II pag. 488 e in (15)) alias Di rosso, al castello d'argento, con il capo d'argento, carico di un'aquila coronata, di nero, sostenuto d'azzurro, la fascia carica di tre stelle d'oro (citato in (15)) |
|        | Cockle (Biella) 2 spade incrociate di argento punta in alto su rosso - 3 stelle (5 raggi) di oro poste 2,1 su azzurro (citato in LEOM) |
|        | Cocliti (Cesena) (la blasonatura non è stata ancora caricata) (citato in BLCW) Immagine in Blasone Cesenate. |
|        | Cocodrici (Venezia) (FR) Coupé d'un palé d'argent et de gueules, sur gueules plein, à la fasce d'azur, brochant sur le coupé. (citato in JB Rietstap (archiviato dall'url originale il 17 giugno 2016).) |
|        | Cocozza (Napoli, Nola) Titolo: nobile di Nola, marchese di Montanara d'azzurro, alla fascia d'oro accompagnata in capo da una zucca dello stesso gambuta e fogliata di verde e sormontata da una stella d'oro; in punta da 3 bande d'oro (citato in (2) - pag. 584, in DAlena e in (16)) di azzurro alla fascia di oro, accompagnata in capo da una zucca al naturale con due foglie di verde sormontata da una stella ad otto raggi di oro, e nella punta da tre bande di oro (citato in (4) – Vol. II pag. 488) d'azzurro, alla fascia d'oro accompagnata in capo da una zucca fogliata al naturale sormontata da una stella di otto raggi d'oro; ed in punta da tre bande dello stesso (citato in (33)) Motto: Spes mea in Domino       |
|        | Cocuzza o Cucuzza (Sicilia) Titolo: baroni di Canalazzi e San Lio d'azzurro, alla pianta di zucche, sradicata al naturale, fruttifera di tre pezzi d'oro (citato in (12) e in Mango) |

### Cod
| Stemma | Casato e blasonatura |
| ------ | --- |
|        | Coda (Biella) Titolo: nobili Troncato, d'oro all'aquila coronata, di nero, e d'azzurro, a tre code di cavallo d'oro, una accanto all'altra (citato in (15)) |
|        | Coda Nunziante (Roma) Titolo: marchesi; predicato di San Ferdinando Partito, al 1° d'azzurro, a due ancore d'oro incrociate, sormontate in capo da una cometa d'argento, ondeggiante in banda (Coda), al 2° d'azzurro, alla colomba tenente nel becco un ramoscello d'olivo, al naturale, volante in banda, sormontata da tre stelle (6) d'oro, ordinate in fascia (Nunziante) (citato in (15)) |
|        | Codazzi (Lodi) 3 gigli di oro su fascia di argento su rosso - guerriero armato di azzurro nascente dalla fascia in maestà mazza di oro in destra elmo di azzurro in sinistra su rosso in alto - tronco di albero fogliato di verde al naturale su rosso in basso (citato in LEOM) |
|        | Codazzo o Codasso o Godazzo (Cuneo) Di rosso, alla fascia d'argento, caricata di tre gigli d'oro, cuciti, sormontata da un uomo armato, (nascente dalla partizione?), con le braccia aperte, tenente con la destra una mazza ferrata, con la sinistra un elmo, e in punta un tronco di alloro con due rami, esso alloro circondato ... (citato in (15)) di rosso spaccato da una fascia d'argento caricata di tre gigli d'oro, sormontata da un uomo armato dal mezzo in su, con le braccia aperte tenente con la destra una mazza ferrata, e con la sinistra un elmo; e nel campo verso la punta un tronco di alloro con due rami, esso tronco circondato ... (citato in (22)) Cimiero: un altr'uomo simile Motto: Sustine Domine |
|        | Codebò (Firenze) fasciato di argento e d'azzurro alla testa di bue al naturale, recisa di rosso, posta in cuore ed attraversante (citato in (4) – Vol. II pag. 489) |
|        | Codecà (Ferrara) d'azzurro alla torre d'argento accompagnata da tre stelle d'oro di sei raggi ordinate nel capo (citato in (4) – Vol. II pag. 489) |
|        | Codelli (Mossa (Gorizia), Ramuscello (Udine), Gorizia) Titoli: Nobile col predicato di Codellisberg, Barone del S. R. I.col predicato diFahnenfeld inquartato: al 1º e 4º d'oro al braccio armato al naturale, tenente con la mano di carnagione una bandiera di rosso bifida, posta in sbarra, svolazzante a destra; al 2º e 3º d'azzurro, al monte di verde di tre cime sostenente una piramide di tre palle di cannone, sormontate da tre stelle (6) d'argento, male ordinate. Sul tutto, d'argento alla civetta al naturale coronata d'oro, sostenuta da un monte di verde di tre cime Cimieri: 1º il braccio del campo; 2º il grifone d'oro, rivoltato, tenente uno scudetto ovale d'azzurro, carico di tre stelle (6) d'argento, male ordinate; fra i due elmi e cimieri la civetta dello scudetto Motto: Pro deo et patria (citato in (4) – Vol. II pag. 490) |
|        | Codignac (Napoli) cane corrente al naturale cometa di oro in banda su argento - argento pieno - bordura di argento caricata da 8 crocette patenti di nero (citato in LEOM) |
|        | Codignola (Venezia) (citato in Biblioteca Estense n° 5808.) |
|        | Codilunghi (Firenze) D'argento, alla banda d'azzurro, caricata di tre uccelli posati d'oro (citato in (13)) |
|        | Codilunghi (Toscana) (DE) In Blau 1 silberner Balken (citato in (28)) |
|        | Codoni Tomani (Milano) d'azzurro a tre gigli d'oro posti in fascia, accompagnati in capo da una croce di rosso ed in punta da un castello di argento, sormontato da una mano destra di carnagione (citato in (4) – Vol. II pag. 491) |
|        | Codroipo (Osimo) Titolo: Nobile, Conte di Codroipo partito di nero e d'argento al monte di verde di 3 cime, cucito, sostenente una stella dall'uno all'altro Cimiero: la stella partita d'argento e di nero (citato in (4) – Vol. II pag. 491) |
|        | Codronchi d'oro, all'aquila di nero, membrata, rostrata e coronata d'oro, afferrante un cervo dello stesso, con la testa rivoltata verso l'aquila, coricato sulla campagna di verde (citato (4) - Vol. II pag. 492 e in (5) – pag. 106) |
|        | Codronchi Argeli (Imola) partito: nel 1º d'oro all'aquila di nero coronata dello stesso, membrata e imbeccata del campo, posta sopra un cervo al naturale con la testa rivolta verso l'aquila, coricato sulla campagna di verde (Codronchi); nel 2º d'argento al leone di nero, col capo d'Angiò (Argeli) (citato in (4) – Vol. II pag. 492) |
|        | Codronchi Argeli o Alessandretti (Imola) aquila coronata di nero ali abbassate che afferra un cervo sdraiato al naturale su terrazzo di verde su oro - leone rampante di nero su argento - capo d'Angiò (citato in LEOM) |
|        | Codronchi Torelli o Serantoni (Imola) scaglione di oro su verde - 5 stelle (5 raggi) di argento in alto poste 3,2 su verde - libro di oro legato di rosso su croce trifogliata di oro su viola - ramo di olivo di argento su viola - palato di argento e di azzurro (citato in LEOM) |

### Cof
| Stemma | Casato e blasonatura |
| ------ | --- |
|        | Coffa (Sicilia) d'azzurro, con tre monti d'oro caricati da due frondi di verde; sormontati da un'aquila spiegata di oro (citato in (26)) Notizie storiche in Famiglie nobili di Sicilia. |
|        | Coffari d'argento, alla torre merlata di tre pezzi, fondata sulla pianura erbosa, sostenuta da due leoncini affrontati, accompagnata da sei cipressi nodriti sulla pianura, tre per parte, il tutto al naturale (citato in (4) – Vol. II pag. 492) |
|        | Coffari (Cammarata) Titolo: signore di Gilferraro; barone partito: al 1º d'argento, alla torre merlata di tre pezzi, fondata sulla pianura erbosa, sostenuta da due leoncini affrontati, accompagnata da sei cipressi nodriti sulla pianura, tre per parte, il tutto al naturale (Coffari); al 2º d'azzurro, all'angelo di carnagione, fasciato d'argento, coronato d'oro, fermo sul globo terracqueo, cinto alla fascia zodiacale posta in banda, l'angelo in atto di ferire, tenente con la destra abbassata una spada posta in sbarra, il tutto al naturale, l'angelo sormontato da tre stelle di sei raggi d'oro, ordinate in fascia (De Angelis) (citato in (4) – Vol. II pag. 492) alias partito: nel 1° d'argento, alla torre, merlata di tre pezzi, fondata sulla pianura erbosa, sostenuta da due loncini affrontati, accompagnata da sei cipressi nodriti sulla pianura, tre per parte il tutto al naturale (che è di Coffari); nel 2° d'azzurro, all'angelo di carnagione, fasciato d'argento, coronato d'oro, fermo sul globo terracqueo, cinto dalla fascia zodiacale, posta in banda, l'angelo in atto di ferire, tenente con la destra alzata una spada posta in sbarra, il tutto al naturale, l'angelo sormontato da tre stelle di sei raggi d'oro ordinate in fascia (che è dei de Angelis). Corona di barone (citato in Mango e in (26)) Notizie storiche in Famiglie nobili di Sicilia. |
|        | Coffo o Coffa (Sicilia) d'azzurro, al monte a tre cime d'oro, movente dalla punta e due ramoscelli di verde, nodriti sulle due cime laterali, sormontato da un'aquila, spiegata del secondo (citato in Mango) |

### Cog
| Stemma | Casato e blasonatura |
| ------ | --- |
|        | Coglia (Bosco Marengo) D'argento, a tre vasi da semina, al naturale, 2, 1 (citato in (15)) |
|        | Coglitore (Palermo) Titolo: nobile dei baroni di Sant'Agostino; barone di Pampinello, S. Agostino, S. Vicenzo d'azzurro, alla campana sormontata da una stella di otto raggi ed accompagnata da un cortinaggio, drappeggiato a scaglione con due pendenti, il tutto di oro (citato in (4) – Vol. II pag. 493, in Mango e in (26)) d'azzurro alla campana sormontata da una stella accompagnata da un drappeggio con due pendenti, il tutto d'oro (citato in (16)) Corona da barone Notizie storiche in Famiglie nobili di Sicilia. |
|        | Coglitore (Sicilia) d'azzurro, con due stelle d'oro ordinate in palo (citato in (26)) Notizie storiche in Famiglie nobili di Sicilia. |
|        | Cogni (Roma) d'argento, alla croce d'azzurro caricata di cinque stelle a otto raggi d'oro (Immagine nell' Archivio Storico Capitolino (PDF) (archiviato dall'url originale il 4 marzo 2016).) |
|        | Cogollo o Cogolo (Vicenza) Titolo: Nobile inquartato: al 1º e 4º d'azzurro alla fascia di argento, carica di due quadrifogli d'oro, cuciti, alla piramide di sassi d'argento, attraversante; al 2º e 3º troncato di rosso e d'argento alla pantera di oro, macchiata di nero, rampante (citato in (4) – Vol. II pag. 493) |
|        | Cogolo (Vicenza) cappuccio di monaco posto in palo attorcigliato in basso di argento su fascia dello stesso caricata da - 2 stelle (5 raggi) di oro ai fianchi tutto su azzurro (citato in LEOM) |

### Coi
| Stemma | Casato e blasonatura |
| ------ | --- |
|        | Coiari Pigoni (Fiesole) D'azzurro, alla banda cucita di rosso, accompagnata in capo da due branche di leone uscenti dai fianchi dello scudo e affrontate in scaglione, e in punta da uno stelo spigato di quattro pezzi, il tutto d'oro alias D'azzurro, alla fascia cucita di rosso, accompagnata in capo da due branche di leone uscenti dai fianchi dello scudo e affrontate in scaglione, e in punta da uno stelo spigato di quattro pezzi, il tutto d'oro (citato in (13)) |
|        | Coiari Pigoni (Livorno) fascia di rosso su azzurro - 2 zampe di leone di oro affrontate recise di rosso su azzurro in alto - pianticella di granturco spigata e fogliata probabilmente di oro su azzurro (citato in LEOM) |
|        | Coissù (Sicilia) d'oro, con una croce di rosso (citato in (26)) Notizie storiche in Famiglie nobili di Sicilia. |

### Cola
| Stemma | Casato e blasonatura |
| ------ | --- |
|        | Cola (Cesena) (la blasonatura non è stata ancora caricata) (citato in BLCW) Immagine in Blasone Cesenate. |
|        | Colacchioni (Sansepolcro) D'azzurro, al cavallo galoppante al naturale, posto sul terreno dello stesso alias D'azzurro, al cavallo allegro al naturale, posto sul terreno dello stesso (citato in (13)) |
|        | Colacicchi (Roma, Anagni, Lucca) d'azzurro alla cola nera al naturale sopra una campagna erbosa di verde addestrata da una pianta di frumento con tre spighe a ventaglio pure al naturale, nascente dalla campagna; la cola accompagnata nell'angolo sinistro del capo da una stella (5) d'argento (citato in (4) – Vol. II pag. 493) |
|        | Colajanni (Roma) d'azzurro alla capra passante d'argento cornata d'oro (citato in (36)) |
|        | Colamia (Molfetta) d'azzurro, al leone d'oro impugnante una lancia d'argento astata di nero (citato in Degli Abbati) |
|        | Colamussi (Rutigliano) Titolo: nobile d'azzurro alla cometa di otto raggi d'oro posta in palo, accompagnata in punta da due monti di verde (citato in (30)) alias d'azzurro a un leone rampante tenente in bocca un osso al naturale (citato in (30))                                                                                 |
|        | Colantonio (Velletri) D'azzurro alla fascia accompagnata in capo da una stella e in punta da tre bande il tutto d'argento (citato in DAlena) |
|        | Colarussi (Molise) (la blasonatura non è stata ancora caricata) (citato in DAlena) |

### Cole
| Stemma | Casato e blasonatura |
| ------ | --- |
|        | Colella (Napoletano) trinciato d'azzurro e d'argento alla banda d'oro contromerlata di cinque pezzi di nero, accompagnata nel capo da una stella d'oro e nella punta da una rosa di rosso (citato in (33)) |
|        | Colelli (Rieti) inquartato: da un filetto di rosso: nel 1º troncato a capriolo di argento e d'azzurro, caricato il 1 di un'aquila di nero coronata d'oro; il secondo di un leone al naturale col capriolo di rosso attraversante sulla partizione; nel 2º d'azzurro alla torre al naturale piantata sopra uno scoglio dello stesso, aperta e finestrata di nero, ed accompagnata in capo da una stella d'oro; nel 3º d'argento alla croce piena di rosso, col monte di tre cime di verde, movente dalla punta ed attraversante il braccio inferiore della croce, col capo d'azzurro, alla cometa d'oro, posta in fascia; nel 4º d'azzurro alla fascia di rosso accompagnata da tre trifogli di verde, due in capo ed uno in punta (citato in (4) – Vol. II pag. 495) |
|        | Coletta o Colletta (Cremona) spaccato; nel primo d'oro alla testa di cavallo recisa di rosso; nel secondo di rosso al sole d'oro (citato in BLCR) Immagine in Blasonario Cremonese (archiviato dall'url originale il 1º giugno 2017). alias semipartito, spaccato; nel primo d'oro all'aquila di nero; nel secondo di verde al castello d'argento; nel terzo d'argento a quattro bande di rosso (citato in BLCR) Immagine in Blasonario Cremonese (archiviato dall'url originale il 1º giugno 2017). |
|        | Coletti (Pieve di Cadore) d'azzurro, all'avvoltoio al volo abbassato al naturale su di un monte di 3 cime di verde nella punta dello scudo, tenente nel becco una biscia dello stesso e attraversato da una fascia scaccata di due file d'argento e di rosso (citato in (2) – pag. 63 e in DAlena) |
|        | Coletti (Firenze) D'azzurro, al ramo di rosaio di verde, fiorito di un pezzo di rosso, nodrito su un monte di tre cime d'oro uscente dalla punta (citato in (13)) |
|        | Coletti (Roma, Potenza) Titolo: barone, nobile dei baroni troncato di verde e di rosso da una fascia d'oro abbassata, sostenente una gazza di nero tenente col becco un cuore di rosso, sormontata da due stelle frammezzate da una cometa ondeggiante in fascia, il tutto d'oro (citato in (16)) fascia abbassata di oro su troncato di verde e di rosso - gazza al naturale con cuore di rosso nel becco sulla fascia su verde - 2 stelle (5 raggi) di oro poste in fascia in alto su verde - cometa di oro posta in fascia coda a destra su verde (citato in LEOM) |

### Coli
| Stemma | Casato e blasonatura |
| ------ | --- |
|        | Colini (Sigillo) troncato: nel primo d'oro all'aquila di nero coronata di oro; nel 2º di rosso alla stella d'argento Cimiero: un braccio armato tenente in pugno una spada. Il tutto al naturale (citato in (4) – Vol. II pag. 495)                                                                      |
|        | Colini (Majolati (Ancona)) d'azzurro all'albero al naturale terrazzato di verde, attraversato da un bue fermo di argento Motto: Nihil frugius (citato in (4) – Vol. II pag. 495) |
|        | Colizzi (Norcia) d'azzurro al garofano di rosso fogliato di verde, movente da un monte di tre cime dello stesso accompagnate da tre stelle d'oro male ordinate nel capo; capo d'argento caricato della croce stefaniana di rosso e sostenuto da una trangla d'argento (citato in (4) – Vol. II pag. 496) |

### Coll
| Stemma | Casato e blasonatura |
| ------ | --- |
|        | Colla (Molise) D'argento al monte di sei cime di verde all'italiana, movente dalla punta, sostenente nelle due vette laterali e nella più alta, tre rami al naturale in palo, il tutto accompagnato in capo da una stella (6) d'oro Cimiero: una testa di collo e cane al naturale, collarinato di rosso (citato in DAlena) |
|        | Colla (Parma) 3 piante di verde su monte a 6 cime dello stesso uscente dalla punta su argento - stella (6 raggi) di oro in alto su argento (citato in LEOM) |
|        | Colla (Parma) 3 cipressi (alberi) di verde su 3 monti ristretti dello stesso uscenti dalla punta cimati ciascuno da un uccello al naturale su argento (citato in LEOM) |
|        | Collacchioni (Sansepolcro, Bologna) cavallo rampante di argento su terrazzo di verde su azzurro (citato in LEOM) |
|        | Collalto Titoli: Nobile, N.U.N.D., Patrizio veneto, Conte di Collalto, San Salvatore e terre annesse, Principe dell'I. A. inquartato di nero e d'argento Cimieri: 1º di due braccia armate, affrontate, tenenti con le mani di carnagione un'aquila di rosso coronata di oro; 2º una donna ignuda di verde con tre volti, posta in maestà e nascente, con le mani alzate e tenente a destra la figura di una città di tre campanili, circondata dal mare e a sinistra da un elmo; 3º un braccio armato accollato ad un serpe che soffia fiamme Sostegni: due leoni d'oro affrontati rimiranti all'infuori (citato in (4) – Vol. II pag. 496) |
|        | Collalto (Firenze, Borgo San Lorenzo, Mira, Venezia) Titoli: Nobile dei Conti di Collalto, Conte del S. R. I. inquartato di nero e d'argento (citato in (4) – Vol. II pag. 497) |
|        | Collarini (Parigi) troncato: nel 1º di rosso a tre bisanti d'oro posti in fascia; nel 2º d'oro a due torte in fascia di rosso (citato in (4) – Vol. II pag. 497) |
|        | Collarini (Firenze) Troncato di rosso e d'oro, a cinque palle dell'uno nell'altro, tre nel primo e due nel secondo (citato in (13)) (DE) In rot-gold geteiltem Feld 5 3:2 gestellte Scheiben in verwechselten Tinkturen (citato in (28)) |
|        | Collaro (Napoletano) d'azzurro, a tre collari d'oro posti 2, 1 (citato in (33)) |
|        | Collati (Genova) d'azzurro, al leone d'oro sulla pianura di verde tenente colle branche anteriori un ramo di vite fogliato e fruttato di 3 pezzi al naturale (citato in (2) - pag. 579 e in DAlena) |
|        | Colle di azzurro all'aquila movente da un monte di tre cime di verde (citato in (4) – Vol. II pag. 497) |
|        | Colle (Sicilia) d'argento, con un monte di verde sormontato da una lettera T majuscola romana di nero (citato in (26)) Notizie storiche in Famiglie nobili di Sicilia. |
|        | Colle d'Enea o Collenea (Benevento) partito: nel 1º di azzurro all'aquila movente da un monte di tre cime di verde (Colle); nel 2º di azzurro al leone di oro attraversato dalla banda d'argento (Enea) (citato in (4) – Vol. II pag. 497) |
|        | Collegio d'azzurro, al leone coricato d'oro, con la testa rivolta verso 12 api dello stesso, volanti sopra di esso 2.3.4.3 (citato in (5) - pag. 106) |
|        | Colleoni troncato di rosso e d'argento, a tre paia di testicoli dell'uno nell'altro (FR) coupé de gueules et d'argent aux trois paires de testicules de l'un dans l'autre (EN) per fess gules and argent, three pairs of testicles counterchanged Motto: Bisogna (citato in (4) - Vol. II pag. 498 (testicoli forati)) |
|        | Colleoni e Colleoni Porto (Bergamo, Vicenzo) troncato di argento e di rosso a tre cuori rovesciati, dell'uno all'altro (citato in (4) – Vol. II pag. 498) Motto: Bisogna |
|        | Colleoni (Verona, Cenate di Sotto (Bergamo), Trescore Balneario (Bergamo))) troncato di argento e di rosso a tre cuori rovesciati dell'uno all'altro (citato in (4) – Vol. II pag. 501) |
|        | Colleoni d'argento a tre paia di testicoli di rosso, al capo della Francia antica (d'azzurro seminato di gigli d'oro) caricato di uno lambello di rosso (FR) d'argent à trois paires de testicules de gueules, au chef de France ancien chargé d'un lambel de gueules (EN) Argent, three pairs of testicles gules, in chief France ancient (azur semé de lis or) charged with a label gules |
|        | Colleoni (Bergamo) troncato di rosso e d'argento a tre cuori rovesciati, dell'uno all'altro, col capo d'azzurro caricato di cinque gigli di oro, posti 2 e 3 Motto: Oportet (citato in (4) – Vol. II pag. 501) |
|        | Colleoni (Bergamo) 2 cuori rovesciati di argento su rosso - un cuore rovesciato di rosso su argento (citato in LEOM) |
|        | Colleoni Porto (Vicenza) trinciato di argento e di rosso a tre cuori rovesciati dell'uno all'altro, con la banda d'azzurro bordata d'oro, caricata di tre gigli di argento, attraversante sulla partizione ed ingollata in capo ed in punta da due teste di leone, di oro Cimiero: quattro rose Motto: Floridi temporis memoria (citato in (4) – Vol. II pag. 500) |
|        | Colleschi (Empoli) Di..., alla testa e collo di cavallo di..., accompagnata in punta da tre conchiglie di..., 2.1 (citato in (13)) |
|        | Colletorto o Collotorto (Sicilia) Titolo: barone di Colletorto, Casba di verde, alla croce di S. Andrea d'argento (citato in Mango e in (26)) Corona di barone Notizie storiche in Famiglie nobili di Sicilia. |
|        | Colletta (Sicilia) d'oro, ad una pianta di mirto di verde terrazzata dello stesso accostata da due api d'azzurro (citato in (2) – pag. 366 e in DAlena) d'oro, al mirto di verde, nodrito sovra un terreno dello stesso e accostato da due api d'azzurro (citato in Mango) |
|        | Colletta (Napoli) Titolo: baroni; nobili d'azzurro a tre monti, con un pino nodrito sulla vetta di quello di mezzo, e ad un gallo attraversante lo stesso monte, il tutto al naturale; il pino sormontato da tre quadrifogli d'argento, ordinati in fascia (citato in (4) – Vol. II pag. 502 e in (16)) |
|        | Colletta (Molfetta) d'azzurro, alla fascia d'oro accompagnata in capo da una rosa di rosso e in punta a 3 monti di verde (citato in Degli Abbati) |
|        | Colli Titoli: Marchese di Felizzano, Nobile (per il decurionato alessandrino) d'argento, a 13 monticelli di nero, ristretti, 3, 4, 3, 2, 2, 1; col capo dell'impero, cucito D'argento, a tredici monticelli di nero, isolati e ristretti, 3, 4, 3, 2, 1, con il capo d'oro, cucito, carico di un'aquila coronata, di nero (citato in (15)) Cimiero: l'aquila di nero, nascente Motto: Iustus ut palma florebit (citato in (4) – Vol. II pag. 503) |
|        | Colli (Casei Gerola) Titolo: Nobile d'oro, a 13 colli di nero, ristretti, 3, 4, 3, 2, 1; col capo d'azzurro, carico di un'aquila al naturale (citato in (4) – Vol. II pag. 503) |
|        | Colli (Torino) D'azzurro, a due bande d'argento, accostate da sette stelle d'oro, 3, 3, 1, con il sole dello stesso nel punto sinistro del capo, con i raggi di nero attraversanti in sbarra, sino al punto della campagna di nero, che quivi sono carichi di una madreperla d'argento Motto: Ti offero li parti miei, rendili illustri (citato in (15)) |
|        | Colli (Torino) D'argento, al monte di verde, sostenente un leone di rosso, con il capo d'azzurro, sostenuto d'oro e carico di una stella d'oro (citato in (15)) |
|        | Colli (Monferrato) Titolo: consignori di Ottiglio D'argento, a sei monticelli di nero, isolati e ristretti, 1, 2, 3, con il capo d'oro, cucito, carico di un'aquila di nero (citato in (15)) |
|        | Colli (Vercelli, Torino, Roma) Titolo: conti Partito, controfasciato d'oro e di rosso, di sei pezzi, al palo d'argento attraversante, con il capo d'oro, carico di un'aquila, di nero (citato in (15)) |
|        | Colli (Milano) Titolo: nobili D'oro, a 13 colli di nero, ristretti, 3, 4, 3, 2, 1, con il capo d'azzurro, carico di un'aquila al naturale (citato in (15)) |
|        | Collice (Cosenza) Titoli: Bar. di Roseto (mpr), Nob. dei Bar. di Roseto (mf) d'argento, alla cometa d'azzuro ondeggiante in palo accompagnata in punta da una crocetta patente(di malta)d'oro, in cinta da 8 rose di rosso bottonate d'oro Motto: Empie gli occhi di luce e il Cuor di gelo (citato in (12) - Vol. III, parte IV) |
|        | Collicola o Colligola (Roma) (la blasonatura non è stata ancora caricata) (Immagine nell' Archivio Storico Capitolino (PDF).) |
|        | Collicola Monthioni (Roma) (la blasonatura non è stata ancora caricata) (Immagine nella Raccolta stemmi Trippini (JPG).) |
|        | Collietti o Coglietti o Colietti (Torino) D'argento, alla croce scorciata di rosso, accompagnata da quattro stelle d'azzurro alias D'argento, alla croce patente scorciata, di rosso, accompagnata da quattro stelle d'azzurro Motto: De la colliette de la croix (citato in (15)) |
|        | Collini (Firenze) Titolo: Conte IT (arma non ancora specificata) |
|        | Collini (Firenze) Di cielo, al sole d'oro sorgente da un paesaggio al naturale, accompagnato in capo dal motto SEMPER COLLES, in caratteri di nero (citato in (13)) (DE) In Blau 1 strahlende gesichtete goldene Sonne, 1 natürlichen und naturfarbenen Felsen besetzend und oben begleitet rechts von 1 schräglinks gelegten schwarzen Wort SEMPER und links von 1 schräggelegten schwarzen Wort COLLES (citato in (28)) |
|        | Colloca (Messina) d'azzurro, al castello d'argento, aperto finestrato e murato di nero, cimato da un'oca di vaio, sorrmontata da tre stelle d'oro, ordinate nel capo (citato in Mango) |
|        | Colloredo o Colloredo Gonzaga o Colloredo Mels (Friuli) Titolo: signori di Castelnuovo Belbo Di nero, alla fascia d'argento, carica di un'aquila bicipite del campo, coronata d'oro alias Inquartato, al 1° e 4° di nero alla fascia d'argento, al 2° e 3° d'argento alla banda scalinata, di nero, sul tutto di nero, alla fascia d'argento, carica di un'aquila bicipite del campo, coronata d'oro alias Inquartato, al 1° e 4° controinquartato, al I e IV fasciato d'argento e di rosso (Querfurt), al II e III d'argento, a sei losanghe di rosso, accollate, 3, 3, toccanti i bordi della partizione (Mansfeld), al 2° di nero, all'aquila d'argento, membrata e rostrata d'oro (Arnstein), al 3° d'azzurro, al leone d'oro, con la banda scaccata di rosso e d'argento, attraversante (Heldrungen), sul tutto di Colloredo Motto: Haec peperit virtus (citato in (15)) |
|        | Colluccio o Colluzio (Sicilia) Titolo: Signore di Celsareale; barone di S. Giovanni d'azzurro al castello di tre torri d'oro con la porta guardata da due cani d'argento, accostato ai lati da due alberi al naturale, con la bordura di rosso carica di otto conchiglie d'oro d'azzurro, al castello d'oro, merlato di tre pezzi, guardato, nella porta, da due cani legati d'argento, accompagnato ai fianchi da due alberi al naturale, e la bordatura cucita di rosso, caricata di otto conchiglie d'oro, 3, 2 e 3 (citato in Mango e in (26)) alias d'azzurro al castello torricellato di un pezzo d'oro, aperto e finestrato del campo, e due cani d'argento passanti, posti ai fianchi del castello (citato in (16), in Mango e in (26)) Corona di barone Notizie storiche in Famiglie nobili di Sicilia. Ulteriori notizie storiche in Famiglie nobili di Sicilia.    |
|        | Collucio o Colluzio (Sicilia) castello (3 torri) di oro porta chiusa guardata da 2 cani di argento affrontati affiancato da - 2 alberi al naturale su azzurro il tutto uscente dalla punta - bordura di rosso caricata da 8 conchiglie di oro (citato in LEOM) |
|        | Collucio o Colluzio (Sicilia) castello (una torre) di oro su azzurro aperto e finestrato dello stesso - 2 cani di argento affrontati davanti alla porta su azzurro (citato in LEOM) |
|        | Collura o Collur (Messina) 2 cerchi concentrici (coluri) di oro caricati da 2 stelle (5 raggi) dello stesso poste in palo su azzurro - aquila bicipite coronata di nero su ambo le teste su oro in capo (citato in LEOM) |
|        | Collurà o Collurafi (Sicilia) d'azzurro, a due circoli tondi d'oro, uno nell'altro, attraversati da due stelle del medesimo, una e una; al capo d'oro, caricato dall'aquila bicipite spiegata di nero, membrata, imbeccata e coronata all'imperiale d'oro (citato in Mango) d'azzurro, coi due coluri della sfera armillare caricati da due stelle d'oro situate una in capo ed una in punta; al capo d'oro caricato da un'aquila bicipite coronata e spiegata di nero (citato in (26)) Cimiero: un'aquila nascente e spiegata di nero Motto: Nill imperium virtuti' Notizie storiche in Famiglie nobili di Sicilia. |
|        | Colluzj (?) (Montefalco) (la blasonatura non è stata ancora caricata) (citato in Degli Abbati) |
|        | Colluzzi (Firenze) D'argento, alla croce di rosso, accantonata da quattro palle di nero (citato in (13)) |

### Coln
| Stemma | Casato e blasonatura |
| ------ | --- |
|        | Colnago (Palermo) Titolo: barone di S. Venera di rosso, a tre colonne al naturale, riunite da una corona d'alloro dello stesso (citato in Mango) di rosso, con tre colonne a capitelli d'argento, ricinte da una ghirlanda di verde alloro (citato in (26)) Corona di barone Notizie storiche in Famiglie nobili di Sicilia. |

### Colo
| Stemma | Casato e blasonatura |
| ------ | --- |
|        | Colocci (Iesi) di rosso, alla banda d'argento accompagnata da due rose dello stesso (Immagine nella Raccolta stemmi Trippini (JPG).) |
|        | Colocci Vespucci (Iesi) Titolo: Marchese di rosso, alla banda d'argento accompagnata da due rose dello stesso poste una nel cantone sinistro del capo, l'altra in quello destro della punta. Lo scudo è accollato all'aquila bicipite dell'Impero Cimiero: un leopardo Motto: I prae sequar (citato in (2) – pag. 66, in (4) - Vol. II pag. 506 e in DAlena) |
|        | Colomba o Columba (Messina) d'azzurro, alla colomba posata d'argento alias d'oro, a tre colombe posate d'argento, 1 e 2 (citato in DAlena e in Mango) |
|        | Colomba (Sicilia) d'azzurro, con una colomba volante d'argento (citato in (26)) Notizie storiche in Famiglie nobili di Sicilia. |
|        | Colomba (Torino) D'azzurro, alla fascia d'argento, ondata, fluttuosa di nero, sostenente una palla d'oro Motto: Astutiam simplicitate tempera (citato in (15)) |
|        | Colombani (Cesena) (la blasonatura non è stata ancora caricata) (citato in BLCW) Immagine in Blasone Cesenate. |
|        | Colombassi (Tortona) Di rosso, alla banda accostata da due gigli, il tutto d'oro, con il capo dello stesso, carico di un'aquila coronata, di nero (citato in (15)) |
|        | Colombato (Druento) Titolo: consignori di Cervere D'azzurro, alla colomba d'argento, con il capo dello stesso, carico di tre foglie d'olivo di verde, poste in fascia alias D'azzurro, alla colomba d'argento, con il capo dello stesso, carico di tre foglie d'olivo di verde, poste in fascia e alternate da quattro rose di rosso, bottonate d'argento Motto: Nil propotius instando (citato in (15)) |
|        | Colombatti (Udine, Roma) Titolo: Nobile d'argento al leone di rosso Cimiero: il leone dello scudo (citato in (4) – Vol. II pag. 507) |
|        | Colombi (Firenze) Fasciato di quattro pezzi di rosso e d'oro, al capo d'argento caricato di tre uccelli posati di..., ordinati nel senso della pezza. (citato in (13)) |
|        | Colombi (Cesena) (la blasonatura non è stata ancora caricata) (citato in BLCW) Immagine in Blasone Cesenate. |
|        | Colombini (Toscana) d'azzurro, all'albero secco al naturale sradicato sostenente una colomba sorante d'argento accompagnata in capo da 2 stelle d'oro (citato in (2) – pag. 511 e in DAlena) |
|        | Colombini d'azzurro, al filetto in croce d'oro, accompagnato da quattro colombi dello stesso, posati e affrontati (citato in (5) - pag. 128) |
|        | Colombini (Massa di Lunigiana, Lucca, Ancona) d'azzurro alla croce gigliata e accantonata da 4 colombe, il tutto d'oro (citato in (4) – Vol. II pag. 508) |
|        | Colombini (Pisa) partito: nel 1º di rosso allo scaglione d'oro accompagnato in punta da una crocetta ottagona e pomata d'oro; nel 2º d'oro alla croce di rosso scorciata accantonata da 4 colombe affrontate al naturale (citato in (4) – Vol. II pag. 508) |
|        | Colombini (Firenze) D'azzurro, all'albero al naturale, nodrito su un monte di tre cime di..., e addestrato da una colomba rivolta d'argento, posata sulla cima di destra e tenente nel becco un ramoscello d'olivo di verde (citato in (13)) |
|        | Colombini (Massa) D'azzurro, alla croce gigliata d'oro, accantonata da quattro uccelli posati dello stesso (citato in (13) e in DAlena) |
|        | Colombini (Pisa) Partito: nel 1º di rosso, allo scaglione d'oro accompagnato inferiormente da una croce cavalleresca d'argento; nel 2º d'oro, alla croce latina di rosso, accantonata da quattro uccelli posati al naturale, affrontati due a due (citato in (13)) |
|        | Colombini (Pistoia) D'azzurro, alla colomba posata d'argento, imbeccata e membrata di rosso, tenente nel becco un rametto di olivo di verde (citato in (13)) |
|        | Colombini (Siena) D'azzurro, alla croce d'oro accantonata da quattro colombe posate dello stesso, affrontate due a due (citato in (13)) |
|        | Colombis (Trieste) colomba della pace in volo di argento su azzurro (citato in LEOM) |
|        | Colombo (Modena, Sestola) d'azzurro alla fascia d'oro accompagnata da 4 rose, la destra delle due in capo d'argento, la sinistra di rosso, e la destra delle due in punta di rosso, la sinistra d'argento: le due di rosso cucite Cimiero: colomba di argento, rivoltata, sorante (citato in (4) – Vol. II pag. 508) |
|        | Colombo (Finale) (la blasonatura non è stata ancora caricata) (citato in DAlena) |
|        | Colombo (Monferrato) Titolo: signori di Ozzano; consignori di Baldesco, Bassignana, Bergoglio, Castellengo, Conzano, Cuccaro, Quattordio, Treville D'azzurro a tre colombe d'argento (citato in (15)) |
|        | Colombo (Torino) 3 colombe ferme di argento su azzurro poste 2,1 (citato in LEOM) |
|        | Colombo (Biellese) Titolo: consignori di Castellengo D'azzurro, a tre colombe in atto di volare, d'argento, 2 e 1 (citato in (15)) |
|        | Colombo (Piemonte) (la blasonatura non è stata ancora caricata) (citato in DAlena) |
|        | Colombo (Milano) 5 stelle (8 raggi) di oro su scaglione di rosso su troncato in scaglione di azzurro e di argento - 5 stelle (8 raggi) poste in croce di Sant'Andrea di oro sull'azzurro - sole raggiante di oro tra le 2 stelle a sinistra - luna piena figurata di argento tra le 2 poste a destra - sigle S , SAS , XMY in lettere maiuscole di nero sull'argento (citato in LEOM) |
|        | Colombo Quattrofrati (Modena) d'azzurro interzato in palo da un filetto di nero: nel 1º ad un cane rampante d'oro, accompagnato in punta da una foglia di quercia all'ingiù, col gambo biforcato dello stesso; nel 2º alla fascia d'oro, accompagnata da 4 rose, le destra delle due in capo d'argento, la sinistra di rosso e la destra delle due in punta di rosso, la sinistra d'argento; nel 3º alla banda di roso, cucita, caricata di tre mezzelune d'argento disposte in sbarra una sull'altra, ed accompagnata, in capo, da due stelle (6) d'oro disposte in fascia, in punta da una cometa colla coda in basso pure d'oro Cimiero: colomba d'argento, rivoltata, sorante (citato in (4) – Vol. II pag. 509) |
|        | Colonna (Castelfranco Veneto) d'azzurro, alla colonna d'argento con base e capitello d'oro sormontato da una punta di lancia dello stesso all'antica (citato in (2) – pag. 151 e in DAlena) |
|        | Colonna (Roma, Napoli) Titolo: principe di Castiglione, Avella, Galatro, Aliano, Stigliano ; duca di Marsi, Paliano, Tagliacozzo; marchese di Manopello; nobile di Giugliano di rosso, alla colonna d'argento col capitello e la base d'oro, coronata all'antica dello stesso (citato in CROL – pag. 19, in (2) - pag. 151, in (5) - pag. 106, in DAlena e in (19)) Cimiero: una sirena bicauda Notizie storiche in Nobili napoletani. |
|        | Colonna (Sommariva Perno) Titolo: signori di Baldissero, Sommariva Permo; consignori di Montaldo Roero Di rosso, alla colonna d'argento, coronata d'oro Motto: Contemnit tuta procella (citato in (15)) |
|        | Colonna (Roma) Di rosso, alla colonna d'argento, coronata d'oro (Immagine nell' Archivio Storico Capitolino (PDF) (archiviato dall'url originale l'11 marzo 2016).) |
|        | Colonna o Domus Columnae (Roma) Di rosso, alla colonna d'argento (immagine dello Stemmario reale di Baviera.) |
|        | Colonna (Molfetta) di rosso, alla colonna d'argento, base e capitello d'oro, sormontata da una corona dello stesso Motto: Tuta contemnit procellas (citato in DAlena e in Degli Abbati) |
|        | Colonna (Rutigliano) di rosso a una colonna d'argento con la base e il capitello d'oro sormontata da una corona dello stesso (citato in (30)) Cimiero: una sirena al naturale coronata d'oro Motto: Tula contemntit procellas |
|        | Colonna (Castelfranco Veneto) Titolo: conti D'azzurro, alla colonna d'argento, con base e capitello d'oro, sormontata di un giglio, pure d'oro (citato in (15)) |
|        | Colonna (Sicilia) Titolo: signore di Fiumedinisi, S. Alessio, Calatabiano, Bissana, Gissia, Cattasi, Montalbano, Favarotta, Gabella del Biscotto, Ioppololascar; barone di Flumedinisi, Joppolo, Giancascio di Regalturco, S. Calogero Godrano, S. Alessio, Gissia, Biscotto, Francavilla Oliveto, Ponte di Termini; marchese di Flumedinisi; duca di Tagliacozzo, Reitano, Cesarò; principe di Sannino, Torretta, Lascari di rosso, con una colonna a capitello d'argento coronata d'oro all'antica; accompagnata da due giunchi di verde moventi da un mare d'azzurro fluttuoso d'argento (citato in (26)) di rosso, alla colonna d'argento coronata d'oro, piantata su onde d'azzurro, da cui emergono due giunchi di verde (citato in (26)) alias di rosso, alla colonna d'argento, a base e capitello d'oro, coronata all'antica dello stesso (citato in (26)) Cimiero: una sirena al naturale sostenente con le mani la corona imperiale Corona di duca, sopporto un'aquila bicipite spiegata di nero linguata di rosso, armato d'oro Motto: Electimur non frangimur undis Notizie storiche in Famiglie nobili di Sicilia. Ulteriori notizie storiche in Famiglie nobili di Sicilia. |
|        | Colonna (Olbia) (di rosso, alla colonna d'argento coronata d'oro) (citato in ) |
|        | Colonna (Cesena) (la blasonatura non è stata ancora caricata) (citato in BLCW) Immagine in Blasone Cesenate. |
|        | Colonna Czosnowski (Volinia, Roma) di rosso alla colonna toscana di argento movente dalla punta dello scudo, colla base e capitello d'oro, coronata alla principesca; al naturale. Ornamenti esterni comitali. Svolazzi oro, argento, rosso Cimiero: la colonna del campo (citato in (4) – Vol. II pag. 509) |
|        | Colonna di Paliano (Roma) di rosso ad una colonna d'argento, la base e il capitello d'oro, coronata dello stesso Cimiero: una sirena al natural coronata d'oro Divisa: Tuta contennit procellas (citato in (4) – Vol. II pag. 509) (Immagine nell' di Paliano.pdf#view=fit&navpanes=1 Archivio Storico Capitolino (archiviato dall'url originale il 4 marzo 2016).) |
|        | Colonna di Sciarra Titoli: F. P. R. Principe, Nobile romano, Coscritto, Principe di Carbognano, Duca di Montelibretti, Marchese di Coretti, Conte di Nerola, Nobile di Ancona di rosso ad una colonna d'argento, la base e il capitello d'oro, coronata dello stesso (citato in (4) – Vol. II pag. 510) |
|        | Colonna di Sciarra (Roma) partito: nel 1º di rosso ad una colonna d'argento, la base e il capitello d'oro, coronata dello stesso; nel 2º d'azzurro a tre api montanti d'oro (Immagine nell' di Sciarra.pdf#view=fit&navpanes=1 Archivio Storico Capitolino (archiviato dall'url originale il 4 marzo 2016).) |
|        | Colonna Preti (Padova, Castelfranco, Parigi, Genova, Venezia) Titoli: Nobile, Conte d'azzurro alla colonna d'argento, con base e capitello d'oro, sormontata da un ferro di lancia d'oro, appoggiato sul capitello e fondata su un piano lastricato di pietra (citato in (4) – Vol. II pag. 511) |
|        | Colonna o Colonna Romano (Roma, Palermo, Alcamo) di rosso, alla colonna d'argento coronata d'oro, piantata su onde d'azzurro, da cui emergono due giunchi di verde Supporto:l'aquila bicipite, spiegata di nero, membrata, imbeccata e coronata all'antica in ambo le teste di oro, sormontata dalla corona imperiale, tenuta dalla sirena del cimiero Cimiero: una sirena al naturale, coronata di oro Motto: Frangimur non flectimur undis (citato in (4) – Vol. II pag. 511 e in Mango) |
|        | Colonna o Colonna Romano o Romano (Roma, Palermo, Alcamo) di rosso, alla colonna d'argento, a base e capitello d'oro coronata all'antica dello stesso Cimiero: una sirena al naturale, coronata di oro Motto: Frangimur non flectimur undis (citato in (4) – Vol. II pag. 511 e in Mango) |
|        | Colonna di Stigliano (Napoli) di rosso alla colonna di argento con la base ed il capitello d'oro e coronata del medesimo (citato in (4) – Vol. II pag. 513) |
|        | Colonnesi (Vicenza) d'azzurro, alla colonna con base e capitello sostenente un'aquila al volo spiegato (citato in (2) – pag. 151 e in DAlena) |
|        | Colonnesi (Firenze) Di..., alla colonna di..., sostenente sulla sommità due rami di palma di... (citato in (13)) |
|        | Colonnesi (Roma) di rosso, alla colonna d'argento coronata d'oro (Immagine nell' Archivio Storico Capitolino (PDF).) |
|        | Colonnetti (Toscana) (DE) Zwischen blauem Schildhaupt und Schildfuß in Rot 1 an beiden Enden anstoßende blaue Säule, beidseitig begleitet von je 1 senkrecht gelegten an beiden Enden anstoßenden blauen Band? (citato in (28)) |
|        | Colozza (Molise) Semipartito troncato: nel 1° di rosso a tre spighe di frumento legate d'oro poste in palo; nel 2° d'azzurro a tre stelle (6) d'argento poste 1, 2; nel 3° d'argento, all'albero fogliato di verde, con un monte, il tutto al naturale (citato in DAlena) |

### Cols
| Stemma | Casato e blasonatura                                                                                              |
| ------ | --- |
|        | Colson (Firenze) D'azzurro, alla fascia d'oro caricata di un cane coricato e riguardate di rosso (citato in (13)) |
|        | Colson (Firenze) cane bracco accovacciato al naturale su fascia di oro su azzurro (citato in LEOM)                |

### Colt
| Stemma | Casato e blasonatura |
| ------ | --- |
|        | Coltellacci (Pistoia) D'oro, al coltello posto in palo di rosso, manicato al naturale (citato in (13))                                                                    |
|        | Coltelli (Bologna) d'argento, al leone di nero linguato d'oro tenente colla branca sinistra un coltello d'acciaio; al capo d'Angiò (citato in (2) – pag. 155 e in DAlena) |

### Colu
| Stemma | Casato e blasonatura |
| ------ | --- |
|        | Colucci (Ascoli, Fermo, Imola) d'azzurro alla croce di S. Andrea di argento accompagnata in punta da un giglio al naturale fogliato e terrazzato di verde e in capo da un sole raggiante di oro (citato in (4) – Vol. II pag. 514) |
|        | Colucci (Roma, Alessandria d'Egitto) d'argento a 3 fasce di nero col palo di rosso attraversante caricato di una spada d'argento guarnita d'oro alta in palo Cimiero: la piramide cimata dal sole (citato in (4) – Vol. II pag. 514) |
|        | Colucci (Roma, Alessandria d'Egitto) partito: nel 1º d'azzurro alla piramide di argento sopra un terreno di verde accompagnata da un sole d'oro uscente dal cantone destro del capo; nel 2º di rosso al leone coronato d'oro tenente una spada d'argento posto su un monte di 3 cime di verde e attraversato da una fascia di nero Cimiero: la piramide cimata dal sole (citato in (4) – Vol. II pag. 514) |
|        | Colucci (Pescia) Di..., al monte di sei cime di..., sormontato da una stella a otto punte di...; e alla banda attraversante di..., caricata di tre stelle a otto punte di... (citato in (13)) |
|        | Colucci (Brescia) (d'azzurro, alla sbarra d'oro, caricata di tre palle di nero, accompagnata da due stelle d'oro, una in capo e una in punta) |
|        | Colussi (Milano, Coneglinao, Venezia) Titoli: Nobile, Conte, Signore di Cavallico e terre annesse d'azzurro all'uomo di carnagione, coi calzoncini di nero, posto in maestà, colle gambe aperte e sostenuto da due monti di verde, cuciti (citato in (4) – Vol. II pag. 515) |
|        | Colucci (Abruzzo) D'azzurro alla sbarra d'oro caricata di tre palle di nero ed accompagnata da due stelle d'oro una in capo e l'altra in punta (citato in DAlena) |
|        | Coluzzi (Civitacastellana) troncato di azzurro e d'oro alla fascia dall'uno all'altro (citato in (4) – Vol. II pag. 515 e Vol. III pag. 440) |

### Colz
| Stemma | Casato e blasonatura                                                                                       |
| ------ | --- |
|        | Colzi (Firenze) Troncato di... e d'oro, al grifone attraversante dell'uno nell'altro (citato in (13))      |
|        | Colzi (Firenze) D'azzurro, al capo d'oro caricato di una volpe passante rivolta del campo (citato in (13)) |